# Козлукьой (дем Бук)
Вижте пояснителната страница за други значения на Козлукьой.
Козлукьой (на гръцки: Πλατανιά, Платания, до 1927 година Κουζλού Κιόι, Кузлу Кьой) е село в Република Гърция, разположено на територията на дем Бук (Паранести), област Източна Македония и Тракия.

## География
Селото е разположено на надморска височина от 340 m, североизточно от Драма, близо до пътя Драма - Ксанти.

## История

### Античност и Средновековие
В Урвил източно от селото са развалините на античната и средновековна Козлукьойска крепост.

### В Османската империя
В края на XIX век Козлукьой е турско село в Драмска кааза на Османската империя. Съгласно статистиката на Васил Кънчов („Македония. Етнография и статистика“) към 1900 година Козлу Кьой има 900 жители, всички турци.

### В Гърция
След Междусъюзническата война селото попада в Гърция. След Първата световна война населението на Козлукьой е изселено в Турция по силата на Лозанския договор, а в селото са настанени гръцки бежанци. През 1927 година името на селото е сменено на Платания. Към 1928 година селото е изцяло бежанско с 238 семейства и общо 1010 души. Десетина бежански семейства са заселени и на Гара Козлукьой, която в 1928 година се води отделно селище с 31 жители, а в 1940 година с 52 жители. По-късно е присъединена официално към Козлукьой.
Населението произвежда тютюн, жито и други земеделски култури, а се занимава частично и със скотовъдство.
| Име           | Име           | Ново име               | Ново име                 | Описание                                                           |
| ------------- | ------------- | ---------------------- | ------------------------ | ------------------------------------------------------------------ |
| Ляпеви чаири  | Τσαΐρια Λιάπη | Ливадия Ляпи           | Λιβάδια Λιάπη            | връх в Урвил на ЮИ от Козлукьой и на З над Ляпеви колиби (953,9 m) |
| Бей           | Μπέη          | Трия Пигадия           | Τρία Πηγάδια             |                                                                    |
| Перидже тепе  | Περιτζέ Τεπέ  | Кокино                 | Κόκκινο                  | връх в Урвил на ЮИ от Козлукьой (1027 m)                           |
| Пиренклик     | Πυρενκλίκ     | Принорема              | Πρινόρρεμα               | река на С от Козлукьой, ляв приток на Дермен дере                  |
| Пиренклик     | Πυρενκλίκ     | Принокорифи            | Πρινοκορυφή              | възвишение в Боздаг на С от Козлукьой (407 m)                      |
| Старо Либотен | Λιμποτέν      | Ерепия П. Маврокордату | Ερείπια Π. Μαυροκορδάτου | изоставено село в Боздаг, на СИ над Либотен                        |
| Дермен дере   | Ντερμέν       | Милорема               | Μυλόρρεμα                | река в Боздаг на С от Козлукьой, на която е Либотен                |
| Либотуш       | Λιμποτοΰς     | Тригонометрикон 762    | Τριγωνομετρικόν 762      | връх в Боздаг на СЗ от Козлукьой (759,5 m)                         |

| Година    | 1913 | 1920 | 1928 | 1940 | 1951 | 1961 | 1971 | 1981 | 1991 | 2001 | 2011 | 2021 |
| --------- | ---- | ---- | ---- | ---- | ---- | ---- | ---- | ---- | ---- | ---- | ---- | ---- |
| Население | 1110 | 854  | 945  | 1229 | 1108 | 923  | 530  | 393  | 498  | 686  | 464  | 216  |